# Ареал
Ареалът е територията, населявана от представителите на определен таксон. Този таксон може да бъде от всякакъв ранг (вид, род, семейство и т.н.), така че се говори за ареал на човека, ареал на бозайниците и пр. Ареалът на едни таксони е цялостен, а при други е накъсан от естествени прегради, които индивидите не могат да преодолеят – море, голям океан, пустиня. В границите на ареала си индивидите от един вид живеят в групи, наречени популации.
Видовете с много малък ареал се наричат ендемити, а тези с обширен, често обхващащ почти цялата Земя, ареал – космополити.